# Ben van Dael
Ben van Dael (* 3. März 1965 in Swalmen) ist ein niederländischer Fußballtrainer.

## Karriere
Van Dael arbeitete von 1999 bis 2015 als Jugend- und Assistenztrainer bei der VVV-Venlo. Am 7. Dezember 2015 wurde er als Nachfolger von Peter van Vossen Cheftrainer von Fortuna Sittard. Sein Vertrag lief bis Mitte 2019, wurde jedoch am 17. Dezember 2016 aufgrund schlechter Ergebnisse aufgelöst. In der Saison 2017/18 war van Dael ab 31. Juli 2017 Jugendtrainer der U19-Mannschaft der Vitesse Voetbal Academie von Vitesse Arnheim.
Beim polnischen Erstligisten Zagłębie Lubin wurde er am 1. Juli 2018 Leiter des Jugendtrainings und am 23. Oktober 2018 Assistent des Cheftrainers Mariusz Lewandowski. Am 29. Oktober 2018 wurde Lewandowski entlassen, und van Dael wurde Cheftrainer.
Nach einem missglückten Saisonstart wurde van Dael im September 2019 entlassen.
Seit 2021 ist van Dael Sportdirektor bei SV Straelen.

## Privates
Van Dael ist Vater zweier Kinder und verheiratet. 